# 黃岐
黃岐，原名為黃竹岐，是中華人民共和國廣東省的地名。黃岐原來是南海的一個鎮，在南海區劃歸佛山市管轄之後，當地成為了南海區之下的一個街道辦事處，2005年併入大瀝鎮。由於黃岐比鄰廣州市，從前的小鎮如今已經發展成擁有流動人口過10萬的重要地段。
自從1990年代後，不少廣東其他地區戶籍居民涌入定居，尤以廣州居民為多，今天的黃岐已經發展成為享有“中山九路”別稱、中心地段內建有眾多大型樓宇的新型社區地段了。近年来，不少来华经商及务工的非洲裔人士（尤其是尼日利亚籍人士）在广佛一体化进程开始后因为黄岐地区住房价格低廉的缘故，逐步从临近的广州转移到黄岐一带居住，由此也开始产生了非法移民问题。
居住在黃岐的居民經常扮演著在廣州和南海工作、生活兩地跑的角色。黃岐有數十條巴士線路連接廣州市區和佛山市的南海區內、禪城區中心地段，交通極為便利。2009年，廣州地鐵5號線開通，其西端永久终点站“滘口站”設站於廣州荔湾區與黃岐交接的滘口地段。
黃岐內較大型的購物中心有嘉洲廣場，百貨公司則有港資的華潤萬家和泰資的卜蜂蓮花。狹小的城區地段內開著極為密集的食肆。

## 小悅悅事件
2011年10月13日17时25分，在黃岐廣佛五金城內，2歲女童王悅先後被兩輛汽車撞倒在地，18位路人經過卻視而不見，後第19位路人陳賢妹將其送往醫院，但王悅仍因搶救無效逝世。該事件在社會取得廣泛關注，引發國內外媒體和人民對社會冷漠問題的熱議。